# Roseanne (Fernsehserie)/Episodenliste
Diese Episodenliste bietet einen tabellarischen Überblick über alle Episoden der US-amerikanischen Sitcom Roseanne. Zwischen 1988 und 2018 entstanden in 10 Staffeln insgesamt 231 Episoden.

## Übersicht
| Staffel | Episodenanzahl | Erstausstrahlung USA | Erstausstrahlung USA | Deutschsprachige Erstausstrahlung | Deutschsprachige Erstausstrahlung |
| Staffel | Episodenanzahl | Staffelpremiere      | Staffelfinale        | Staffelpremiere                   | Staffelfinale                     |
| ------- | -------------- | -------------------- | -------------------- | --------------------------------- | --------------------------------- |
| 1       | 23             | 18. Oktober 1988     | 2. Mai 1989          | 18. Januar 1990                   | 14. Juni 1990                     |
| 2       | 24             | 12. September 1989   | 8. Mai 1990          | 6. Mai 1991                       | 7. Juni 1991                      |
| 3       | 25             | 18. September 1980   | 14. Mai 1991         | 11. Oktober 1992                  | 4. September 1993                 |
| 4       | 25             | 17. September 1991   | 12. Mai 1992         | 6. September 1993                 | 4. Oktober 1993                   |
| 5       | 25             | 15. September 1992   | 18. Mai 1993         | 5. Oktober 1993                   | 2. November 1993                  |
| 6       | 25             | 14. September 1993   | 24. Mai 1994         | 16. September 1994                | 8. August 1995                    |
| 7       | 26             | 21. September 1994   | 24. Mai 1995         | 9. August 1995                    | 11. September 1995                |
| 8       | 25             | 19. September 1995   | 21. Mai 1996         | 4. Dezember 1996                  | 13. Januar 1997                   |
| 9       | 24             | 17. September 1996   | 20. Mai 1997         | 27. Oktober 1997                  | 27. November 1997                 |
| 10      | 9              | 27. März 2018        | 22. Mai 2018         | –                                 | –                                 |

## Staffel 1
| Nr. (ges.) | Nr. (St.) | Deutscher Titel                  | Originaltitel                     | Erstausstrahlung USA | Deutschsprachige Erstausstrahlung (D) | Regie         | Drehbuch                              |
| ---------- | --------- | -------------------------------- | --------------------------------- | -------------------- | ------------------------------------- | ------------- | ------------------------------------- |
| 1          | 1         | Alles nicht so einfach           | Life and Stuff                    | 18. Okt. 1988        | 2. Apr. 1991                          | Ellen Falcon  | Matt Williams                         |
| 2          | 2         | Wir schwimmen im Geld            | We're in the Money                | 25. Okt. 1988        | 18. Jan. 1990                         | Ellen Falcon  | David McFadzean                       |
| 3          | 3         | Scheidungsgespräche              | D-I-V-O-R-C-E                     | 1. Nov. 1988         | 25. Jan. 1990                         | Ellen Falcon  | Lauren Eve Anderson                   |
| 4          | 4         | Körpersprache                    | Language Lessons                  | 22. Nov. 1988        | 1. Feb. 1990                          | Ellen Falcon  | Laurie Gelman                         |
| 5          | 5         | Dan, das Gesangstalent           | Radio Days                        | 29. Nov. 1988        | 8. Feb. 1990                          | Ellen Falcon  | Laurie Gelman                         |
| 6          | 6         | Liebesfreud – Liebesleid         | Lovers' Lane                      | 6. Dez. 1988         | 15. Feb. 1990                         | Ellen Falcon  | Danny Jacobson                        |
| 7          | 7         | Das Familienfoto                 | The Memory Game                   | 13. Dez. 1988        | 22. Feb. 1990                         | Ellen Falcon  | Grace McKeaney                        |
| 8          | 8         | Immer die Männer                 | Here's to Good Friends            | 20. Dez. 1988        | 1. März 1990                          | Ellen Falcon  | Danny Jacobson                        |
| 9          | 9         | Das schönste Geburtstagsgeschenk | Dan's Birthday Bash               | 3. Jan. 1989         | 8. März 1990                          | Ellen Falcon  | Grace McKeaney                        |
| 10         | 10        | Samstagsvergnügen                | Saturday                          | 10. Jan. 1989        | 15. März 1990                         | Ellen Falcon  | David McFadzean                       |
| 11         | 11        | Der Bär ist los                  | Canoga Time                       | 17. Jan. 1989        | 22. März 1990                         | Ellen Falcon  | David McFadzean                       |
| 12         | 12        | Flitterwochenende                | The Monday Thru Friday Show       | 24. Jan. 1989        | 29. März 1990                         | Ellen Falcon  | Danny Jacobson                        |
| 13         | 13        | Brückenschlag                    | Bridge over Troubled Sonny        | 31. Jan. 1989        | 5. Apr. 1990                          | Ellen Falcon  | Laurie Gelman                         |
| 14         | 14        | Väter unter sich                 | Father's Day                      | 7. Feb. 1989         | 12. Apr. 1990                         | Ellen Falcon  | Lauren Eve Anderson                   |
| 15         | 15        | Kritische Tage                   | Nightmare on Oak Street           | 14. Feb. 1989        | 19. Apr. 1990                         | John Pasquin  | Grace McKeaney                        |
| 16         | 16        | Kaufrausch                       | Mall Story                        | 21. Feb. 1989        | 26. Apr. 1990                         | John Sgueglia | Laurie Gelman                         |
| 17         | 17        | Echt coole Eltern                | Becky's Choice                    | 28. Feb. 1989        | 3. Mai 1990                           | John Sgueglia | Laurie Gelman & Danny Jacobson        |
| 18         | 18        | Große Klappe – ganz klein        | The Slice of Life                 | 7. März 1989         | 10. Mai 1990                          | John Sgueglia | Lauren Eve Anderson & David McFadzean |
| 19         | 19        | Familienstress                   | Workin' Overtime                  | 14. März 1989        | 17. Mai 1990                          | Ellen Falcon  | Bill Pentland                         |
| 20         | 20        | Wetterfronten                    | Toto, We're Not in Kansas Anymore | 28. März 1989        | 24. Mai 1990                          | John Sgueglia | Grace McKeaney                        |
| 21         | 21        | Auch Tote brauchen einen Namen   | Death and Stuff                   | 11. Apr. 1989        | 31. Mai 1990                          | John Sgueglia | Bill Pentland                         |
| 22         | 22        | Eltern sind auch nur Menschen    | Dear Mom and Dad                  | 18. Apr. 1989        | 7. Juni 1990                          | John Sgueglia | Danny Jacobson                        |
| 23         | 23        | Jetzt reicht’s                   | Let's Call It Quits               | 2. Mai 1989          | 14. Juni 1990                         | John Sgueglia | David McFadzean & Lauren Eve Anderson |

## Staffel 2
| Nr. (ges.) | Nr. (St.) | Deutscher Titel                  | Originaltitel              | Erstausstrahlung USA | Deutschsprachige Erstausstrahlung (D) | Regie        | Drehbuch                            |
| ---------- | --------- | -------------------------------- | -------------------------- | -------------------- | ------------------------------------- | ------------ | ----------------------------------- |
| 24         | 1         | Vom Winde verdreht               | Inherit the Wind           | 12. Sep. 1989        | 6. Mai 1991                           | John Pasquin | Allan Katz                          |
| 25         | 2         | Schwesterherzen                  | The Little Sister          | 19. Sep. 1989        | 6. Mai 1991                           | John Pasquin | Joss Whedon                         |
| 26         | 3         | So kann man sich täuschen        | Guilt by Disassociation    | 26. Sep. 1989        | 7. Mai 1991                           | John Pasquin | Tom Arnold                          |
| 27         | 4         | Burt, die Träne                  | Somebody Stole My Gal      | 3. Okt. 1989         | 8. Mai 1991                           | John Pasquin | Martin Pasko & Rebecca Parr         |
| 28         | 5         | Achterbahn der Gefühle           | House of Grown-Ups         | 10. Okt. 1989        | 10. Mai 1991                          | John Pasquin | Joss Whedon                         |
| 29         | 6         | Brot und Spiele                  | Five of a Kind             | 24. Okt. 1989        | 13. Mai 1991                          | John Pasquin | Norma Safford Vela & Danny Jacobson |
| 30         | 7         | Buh!                             | Boo!                       | 31. Okt. 1989        | 27. Dez. 1992                         | John Pasquin | Norma Safford Vela                  |
| 31         | 8         | Ein Traum voll Seifenschaum      | Sweet Dreams               | 7. Nov. 1989         | 14. Mai 1991                          | John Pasquin | Danny Jacobson                      |
| 32         | 9         | Das große Fressen                | We Gather Together         | 21. Nov. 1989        | 15. Mai 1991                          | John Pasquin | Danny Jacobson                      |
| 33         | 10        | Der Club der gehirntoten Dichter | Brain-Dead Poets Society   | 28. Nov. 1989        | 16. Mai 1991                          | John Pasquin | Joss Whedon                         |
| 34         | 11        | Die Bardame und der Massagesalon | Lobocop                    | 5. Dez. 1989         | 17. Mai 1991                          | John Pasquin | Tom Arnold                          |
| 35         | 12        | Schweigen ist Gold               | No Talking                 | 12. Dez. 1989        | 21. Mai 1991                          | John Pasquin | Norma Safford Vela                  |
| 36         | 13        | Salmonellen-Ärger                | Chicken Hearts             | 2. Jan. 1990         | 22. Mai 1991                          | John Pasquin | Joss Whedon                         |
| 37         | 14        | Ein Drink zum Abgewöhnen         | One for the Road           | 9. Jan. 1990         | 23. Mai 1991                          | John Pasquin | Sheree Guitar                       |
| 38         | 15        | Rollentausch                     | An Officer and a Gentleman | 23. Jan. 1990        | 24. Mai 1991                          | John Pasquin | Danny Jacobson & Norma Safford Vela |
| 39         | 16        | Easy Rider-Fieber                | Born to Be Wild            | 30. Jan. 1990        | 27. Mai 1991                          | John Pasquin | Stephen Paymer                      |
| 40         | 17        | Ein haariger Job                 | Hair                       | 6. Feb. 1990         | 28. Mai 1991                          | John Pasquin | Norma Safford Vela & Danny Jacobson |
| 41         | 18        | Die Hungerkünstler               | I'm Hungry                 | 13. Feb. 1990        | 29. Mai 1991                          | John Pasquin | Danny Jacobson & Norma Safford Vela |
| 42         | 19        | Mit Haut und Haaren              | All of Me                  | 20. Feb. 1990        | 31. Mai 1991                          | John Pasquin | Norma Safford Vela & Danny Jacobson |
| 43         | 20        | Eine romantische Seifenblase     | To Tell the Truth          | 27. Feb. 1990        | 3. Juni 1991                          | John Pasquin | Danny Jacobson & Norma Safford Vela |
| 44         | 21        | Schleudertrauma                  | Fender Bender              | 20. März 1990        | 4. Juni 1991                          | John Pasquin | Penelope Spheeris & Bill Gerber     |
| 45         | 22        | Alle Jahre wieder                | April Fool's Day           | 10. Apr. 1990        | 5. Juni 1991                          | John Pasquin | Stephen Paymer                      |
| 46         | 23        | Väter und Töchter                | Fathers and Daughters      | 1. Mai 1990          | 6. Juni 1991                          | John Pasquin | Kim C. Friese                       |
| 47         | 24        | Der Traum jeder Frau             | Happy Birthday             | 8. Mai 1990          | 7. Juni 1991                          | John Pasquin | Geraldine Barr & Maxine Epstein     |

## Staffel 3
| Nr. (ges.) | Nr. (St.) | Deutscher Titel                       | Originaltitel                        | Erstausstrahlung USA | Deutschsprachige Erstausstrahlung (D) | Regie          | Drehbuch                      |
| ---------- | --------- | ------------------------------------- | ------------------------------------ | -------------------- | ------------------------------------- | -------------- | ----------------------------- |
| 48         | 1         | Unfall und Überraschung               | The Test                             | 18. Sep. 1990        | 11. Okt. 1992                         | John Whitesell | Bob Myer                      |
| 49         | 2         | Die lieben Verwandten                 | Friends & Relatives                  | 25. Sep. 1990        | 17. Okt. 1992                         | John Whitesell | Chuck Lorre                   |
| 50         | 3         | Von Blumen und Bienen                 | Like a Virgin                        | 2. Okt. 1990         | 18. Okt. 1992                         | John Whitesell | Brad Isaacs                   |
| 51         | 4         | Schwestern!                           | Like a New Job                       | 9. Okt. 1990         | 24. Okt. 1992                         | John Whitesell | Jeff Abugov                   |
| 52         | 5         | Bulle oder Ballerina                  | Goodbye Mr. Right                    | 16. Okt. 1990        | 25. Okt. 1992                         | John Whitesell | Bruce Graham                  |
| 53         | 6         | Matratzengeflüster                    | Becky, Beds & Boys                   | 23. Okt. 1990        | 31. Okt. 1992                         | John Whitesell | Jennifer Heath & Amy Sherman  |
| 54         | 7         | Schreck, laß nach!                    | Trick or Treat                       | 30. Okt. 1990        | 1. Nov. 1992                          | John Whitesell | Chuck Lorre & Jeff Abugov     |
| 55         | 8         | Die Tage vor den Tagen                | PMS, I Love You                      | 6. Nov. 1990         | 7. Nov. 1992                          | John Whitesell | Tom Arnold                    |
| 56         | 9         | Böser Finger!                         | Bird Is the Word                     | 13. Nov. 1990        | 8. Nov. 1992                          | John Whitesell | Joel Madison & Don Foster     |
| 57         | 10        | Die Frau seiner Träume                | Dream Lover                          | 27. Nov. 1990        | 14. Nov. 1992                         | John Whitesell | Chuck Lorre                   |
| 58         | 11        | Sag mir, wo die Eltern sind           | Do You Know Where Your Parents Are?  | 4. Dez. 1990         | 15. Nov. 1992                         | John Whitesell | David A. Caplan & Brian LaPan |
| 59         | 12        | Schmerzhafte Geständnisse             | Confessions                          | 18. Dez. 1990        | 21. Nov. 1992                         | John Whitesell | Brad Isaacs                   |
| 60         | 13        | Frisch gekuppelt ist halb verheiratet | The Courtship of Eddie, Dan's Father | 8. Jan. 1991         | 22. Nov. 1992                         | John Whitesell | Don Foster & Joel Madison     |
| 61         | 14        | Die Traumhochzeit                     | The Wedding                          | 15. Jan. 1991        | 28. Nov. 1992                         | John Whitesell | Jeff Abugov                   |
| 62         | 15        | Becky wohnt hier nicht mehr           | Becky Doesn't Live Here Anymore      | 22. Jan. 1991        | 29. Nov. 1992                         | Gail Mancuso   | Amy Sherman & Jennifer Heath  |
| 63         | 16        | Hauswirtschaft                        | Home-Ec                              | 5. Feb. 1991         | 5. Dez. 1992                          | John Whitesell | Mark Lloyd Rappaport          |
| 64         | 17        | Der weibliche Traum von Romantik      | Valentine's Day                      | 12. Feb. 1991        | 6. Dez. 1992                          | John Whitesell | Bob Myer                      |
| 65         | 18        | Ansteckendes Drama                    | Communicable Theater                 | 19. Feb. 1991        | 12. Dez. 1992                         | John Whitesell | Jennifer Heath & Amy Sherman  |
| 66         | 19        | Vegas Interruptus                     | Vegas Interruptus                    | 26. Feb. 1991        | 13. Dez. 1992                         | John Whitesell | Chuck Lorre & Jeff Abugov     |
| 67         | 20        | Familienspannungen                    | Her Boyfriend's Back                 | 12. März 1991        | 19. Dez. 1992                         | John Whitesell | Brad Isaacs & Maxine Lapiduss |
| 68         | 21        | Auf fröhliche Nachbarschaft           | Troubles with the Rubbles            | 19. März 1991        | 26. Dez. 1992                         | John Whitesell | Joel Madison                  |
| 69         | 22        | Mein zweiter Wille                    | Second Time Around                   | 2. Apr. 1991         | 20. Dez. 1992                         | John Whitesell | Maxine Lapiduss               |
| 70         | 23        | Groß-Muttertag                        | Dances with Darlene                  | 30. Apr. 1991        | 2. Jan. 1993                          | Gail Mancuso   | Brad Isaacs                   |
| 71         | 24        | Affentanz um Darlene                  | Scenes from a Barbecue               | 7. Mai 1991          | 3. Jan. 1993                          | John Whitesell | Bob Myer and Chuck Lorre      |
| 72         | 25        | Der Rattenfänger                      | The Pied Piper of Lanford            | 14. Mai 1991         | 4. Sep. 1993                          | John Whitesell | Jeff Abugov                   |

## Staffel 4
| Nr. (ges.) | Nr. (St.) | Deutscher Titel                        | Originaltitel                | Erstausstrahlung USA | Deutschsprachige Erstausstrahlung (D) | Regie            | Drehbuch                                    |
| ---------- | --------- | -------------------------------------- | ---------------------------- | -------------------- | ------------------------------------- | ---------------- | ------------------------------------------- |
| 73         | 1         | Die bitterste Pille                    | A Bitter Pill to Swallow     | 17. Sep. 1991        | 6. Sep. 1993                          | Andrew D. Weyman | Amy Sherman & Jennifer Heath                |
| 74         | 2         | Das Verkaufsgenie                      | Take My Bike ... Please!     | 24. Sep. 1991        | 7. Sep. 1993                          | Andrew D. Weyman | Bob Myer                                    |
| 75         | 3         | Jackie und die Brummis                 | Why Jackie Becomes a Trucker | 1. Okt. 1991         | 8. Sep. 1993                          | Andrew D. Weyman | Chuck Lorre                                 |
| 76         | 4         | Schwarze Stimmung                      | Darlene Fades to Black       | 8. Okt. 1991         | 9. Sep. 1993                          | Andrew D. Weyman | Jeff Abugov                                 |
| 77         | 5         | Liebe deinen Nächsten                  | Tolerate Thy Neighbor        | 15. Okt. 1991        | 10. Sep. 1993                         | Andrew D. Weyman | Maxine Lapiduss & Martin Mull               |
| 78         | 6         | Wie du mir, so ich dir                 | Trick Me Up, Trick Me Down   | 29. Okt. 1991        | 11. Sep. 1993                         | Andrew D. Weyman | Amy Sherman                                 |
| 79         | 7         | Vegas                                  | Vegas                        | 5. Nov. 1991         | 13. Sep. 1993                         | Andrew D. Weyman | Don Foster & Sid Youngers                   |
| 80         | 8         | Vegas, Vegas                           | Vegas, Vegas                 | 12. Nov. 1991        | 14. Sep. 1993                         | Andrew D. Weyman | Joel Madison & Mark Rosewater               |
| 81         | 9         | Rauchzeichen                           | Stressed to Kill             | 19. Nov. 1991        | 15. Sep. 1993                         | Andrew D. Weyman | Jeff Abugov & Maxine Lapiduss               |
| 82         | 10        | Feste feiern                           | Thanksgiving '91             | 26. Nov. 1991        | 16. Sep. 1993                         | Andrew D. Weyman | Brad Isaacs                                 |
| 83         | 11        | Der lange Weg nach Kansas              | Kansas City, Here We Come    | 3. Dez. 1991         | 17. Sep. 1993                         | Andrew D. Weyman | Don Foster & Jennifer Heath                 |
| 84         | 12        | Die Weihnachtsfrauen                   | Santa Claus                  | 17. Dez. 1991        | 18. Sep. 1993                         | Andrew D. Weyman | Chuck Lorre & Maxine Lapiduss               |
| 85         | 13        | Bingo!                                 | Bingo                        | 7. Jan. 1992         | 20. Sep. 1993                         | Andrew D. Weyman | Joel Madison & Sid Youngers                 |
| 86         | 14        | Sport ist Mord                         | The Bowling Show             | 21. Jan. 1992        | 21. Sep. 1993                         | Andrew D. Weyman | Jeff Abugov & Amy Sherman                   |
| 87         | 15        | Von hinten                             | The Back Story               | 4. Feb. 1992         | 22. Sep. 1993                         | Andrew D. Weyman | Bob Myer                                    |
| 88         | 16        | Kleiner, aber feiner                   | Less Is More                 | 11. Feb. 1992        | 23. Sep. 1993                         | Gail Mancuso     | Maxine Lapiduss & Don Foster                |
| 89         | 17        | Scheiden tut weh                       | Breaking Up Is Hard to Do    | 18. Feb. 1992        | 24. Sep. 1993                         | Andrew D. Weyman | Jennifer Heath                              |
| 90         | 18        | Zweierlei Erinnerung und zweierlei Maß | This Old House               | 25. Feb. 1992        | 25. Sep. 1993                         | Andrew D. Weyman | Chuck Lorre & Jeff Abugov                   |
| 91         | 19        | Werbespott                             | The Commercial Show          | 3. März 1992         | 27. Sep. 1993                         | Andrew D. Weyman | Maxine Lapiduss & Jennifer Heath            |
| 92         | 20        | Familientherapie                       | Therapy                      | 17. März 1992        | 28. Sep. 1993                         | Andrew D. Weyman | Joel Madison & Sid Youngers                 |
| 93         | 21        | Lügen haben viele Pfunde               | Lies                         | 24. März 1992        | 29. Sep. 1993                         | Andrew D. Weyman | Don Foster & Sid Youngers                   |
| 94         | 22        | Der Geburtshelfer                      | Deliverance                  | 31. März 1992        | 30. Sep. 1993                         | Gail Mancuso     | Jeff Abugov & Joel Madison                  |
| 95         | 23        | Die Geheimniskrämer                    | Secrets                      | 28. Apr. 1992        | 1. Okt. 1993                          | Andrew D. Weyman | Lawrence H. Levy                            |
| 96         | 24        | Aufs mütterliche Kreuz gelegt          | Don't Make Me Over           | 5. Mai 1992          | 2. Okt. 1993                          | Andrew D. Weyman | Maxine Lapiduss & Don Foster & Sid Youngers |
| 97         | 25        | Der Außerirdische                      | Aliens                       | 12. Mai 1992         | 4. Okt. 1993                          | Andrew D. Weyman | Jeff Abugov & Joel Madison                  |

## Staffel 5
| Nr. (ges.) | Nr. (St.) | Deutscher Titel                  | Originaltitel                             | Erstausstrahlung USA | Deutschsprachige Erstausstrahlung (D) | Regie                    | Drehbuch                       |
| ---------- | --------- | -------------------------------- | ----------------------------------------- | -------------------- | ------------------------------------- | ------------------------ | ------------------------------ |
| 98         | 1         | Die Fremdgängerin (1)            | Terms of Estrangement: Part 1             | 15. Sep. 1992        | 5. Okt. 1993                          | Andrew D. Weyman         | Sy Dukane & Denise Moss        |
| 99         | 2         | Die Fremdgängerin (2)            | Terms of Estrangement: Part 2             | 22. Sep. 1992        | 6. Okt. 1993                          | Andrew D. Weyman         | Rob Ulin                       |
| 100        | 3         | Zappenduster                     | The Dark Ages                             | 29. Sep. 1992        | 7. Okt. 1993                          | Andrew D. Weyman         | Eric Gilliland & Mike Gandolfi |
| 101        | 4         | Achtung: Mutter!                 | Mommy Nearest                             | 6. Okt. 1992         | 8. Okt. 1993                          | Andrew D. Weyman         | Janice Jordan & Monica Piper   |
| 102        | 5         | Ganz schön schwarz               | Pretty in Black                           | 13. Okt. 1992        | 9. Okt. 1993                          | Andrew D. Weyman         | Amy Sherman                    |
| 103        | 6         | Die Finanzierungslücken-Büßerin  | Looking for Loans in All the Wrong Places | 20. Okt. 1992        | 11. Okt. 1993                         | Andrew D. Weyman         | Eileen Heisler & DeAnn Heline  |
| 104        | 7         | Und wieder naht das Grauen       | Halloween IV                              | 27. Okt. 1992        | 12. Okt. 1993                         | Andrew D. Weyman         | Rob Ulin                       |
| 105        | 8         | Damenwahl                        | Ladies' Choice                            | 10. Nov. 1992        | 13. Okt. 1993                         | Andrew D. Weyman         | Betsy Borns & David Raether    |
| 106        | 9         | Frauen stehen (auf) ihren Mann   | Stand on Your Man                         | 17. Nov. 1992        | 14. Okt. 1993                         | Andrew D. Weyman         | Denise Moss & Sy Dukane        |
| 107        | 10        | Reifeprüfung                     | Good Girls, Bad Girls                     | 24. Nov. 1992        | 15. Okt. 1993                         | Andrew D. Weyman         | Amy Sherman                    |
| 108        | 11        | Eiskalte Männerherzen            | Of Ice and Men                            | 1. Dez. 1992         | 16. Okt. 1993                         | Andrew D. Weyman         | Robert Borden & Norm Macdonald |
| 109        | 12        | Ganz in Weiß                     | It's No Place Like Home for the Holidays  | 15. Dez. 1992        | 18. Okt. 1993                         | Andrew D. Weyman         | Eric Gilliland                 |
| 110        | 13        | Schlag auf Schlag (1)            | Crime and Punishment                      | 5. Jan. 1993         | 19. Okt. 1993                         | Andrew D. Weyman         | Bruce Rasmussen                |
| 111        | 14        | Schlag auf Schlag (2)            | War and Peace                             | 12. Jan. 1993        | 20. Okt. 1993                         | Andrew D. Weyman         | DeAnn Heline & Eileen Heisler  |
| 112        | 15        | Fleischeslust und Fleischesfrust | Lanford Daze                              | 26. Jan. 1993        | 21. Okt. 1993                         | Andrew D. Weyman         | Monica Piper & David Raether   |
| 113        | 16        | Tod eines Reisenden              | Wait Till Your Father Gets Home           | 9. Feb. 1993         | 22. Okt. 1993                         | Andrew D. Weyman         | Amy Sherman                    |
| 114        | 17        | Qualverwandschaften              | First Cousin, Twice Removed               | 16. Feb. 1993        | 23. Okt. 1993                         | Andrew D. Weyman         | Janice Jordan                  |
| 115        | 18        | Leibesfrüchtchen                 | Lose a Job, Winnebago                     | 23. Feb. 1993        | 25. Okt. 1993                         | Andrew D. Weyman         | Norm Macdonald                 |
| 116        | 19        | Zugewachsen                      | It's a Boy!                               | 2. März 1993         | 26. Okt. 1993                         | Andrew D. Weyman         | Rob Ulin                       |
| 117        | 20        | Dick aufgetragen                 | It Was Twenty Years Ago Today             | 9. März 1993         | 27. Okt. 1993                         | Andrew D. Weyman         | Betsy Borns                    |
| 118        | 21        | Das Spiel mit dem Feuer          | Playing with Matches                      | 23. März 1993        | 28. Okt. 1993                         | Andrew D. Weyman         | Robert Borden                  |
| 119        | 22        | (Halb)leere Versprechungen       | Promises, Promises                        | 6. Apr. 1993         | 29. Okt. 1993                         | Andrew D. Weyman         | Mike Gandolfi                  |
| 120        | 23        | Ein Haus für die Armen           | Glengarry, Glen Rosey                     | 4. Mai 1993          | 30. Okt. 1993                         | Philip Charles MacKenzie | Lois Bromfield & Scott Burton  |
| 121        | 24        | Zahn um Zahn                     | Tooth or Consequences                     | 11. Mai 1993         | 1. Nov. 1993                          | Gail Mancuso             | Leslie Reider                  |
| 122        | 25        | Tochterfreuden                   | Daughters and Other Strangers             | 18. Mai 1993         | 2. Nov. 1993                          | Jeff Margolis            | Eric Gilliland                 |

## Staffel 6
| Nr. (ges.) | Nr. (St.) | Deutscher Titel                          | Originaltitel                    | Erstausstrahlung USA | Deutschsprachige Erstausstrahlung (D) | Regie                    | Drehbuch                              |
| ---------- | --------- | ---------------------------------------- | -------------------------------- | -------------------- | ------------------------------------- | ------------------------ | ------------------------------------- |
| 123        | 1         | Nur eines bleibt übrig                   | Two Down, One to Go              | 14. Sep. 1993        | 16. Sep. 1994                         | Philip Charles MacKenzie | Amy Sherman                           |
| 124        | 2         | Die Mutterplage                          | The Mommy's Curse                | 21. Sep. 1993        | 23. Sep. 1994                         | Philip Charles MacKenzie | Eric Gilliland                        |
| 125        | 3         | Harmonie mit Blitz und Donner            | Party Politics                   | 28. Sep. 1993        | 30. Sep. 1994                         | Philip Charles MacKenzie | Miriam Trogdon                        |
| 126        | 4         | Ein wahrer Horror-Trip                   | A Stash from the Past            | 5. Okt. 1993         | 7. Okt. 1994                          | Philip Charles MacKenzie | Kevin Abbott                          |
| 127        | 5         | Schwanger zu zweit                       | Be My Baby                       | 19. Okt. 1993        | 14. Okt. 1994                         | Philip Charles MacKenzie | Rob Ulin                              |
| 128        | 6         | Wer zuletzt schreckt, lacht am besten    | Halloween V                      | 26. Okt. 1993        | 21. Okt. 1994                         | Gail Mancuso             | Betsy Borns & Miriam Trogdon          |
| 129        | 7         | Geheime Gelüste                          | Homeward Bound                   | 2. Nov. 1993         | 28. Okt. 1994                         | Philip Charles MacKenzie | Michael Borkow                        |
| 130        | 8         | Eifersucht ist aller Dramen Anfang       | Guilt by Imagination             | 9. Nov. 1993         | 4. Nov. 1994                          | Philip Charles MacKenzie | Pat Bullard & Stevie Ray Fromstein    |
| 131        | 9         | Reumütig oder schwermütig?               | Homecoming                       | 16. Nov. 1993        | 11. Nov. 1994                         | Gail Mancuso             | Sid Youngers                          |
| 132        | 10        | Ein krachendes Fest                      | Thanksgiving '93                 | 23. Nov. 1993        | 18. Nov. 1994                         | Philip Charles MacKenzie | Michael Borkow & Mike Gandolfi        |
| 133        | 11        | Schlagende Argumente                     | The Driver's Seat                | 30. Nov. 1993        | 25. Nov. 1994                         | Philip Charles MacKenzie | James Berg & Stan Zimmerman           |
| 134        | 12        | Lang lebe der Kitsch!                    | White Trash Christmas            | 14. Dez. 1993        | 2. Dez. 1994                          | Philip Charles MacKenzie | Lawrence Broch & William Lucas Walker |
| 135        | 13        | Seifenopern-Ball                         | Suck Up or Shut Up               | 4. Jan. 1994         | 9. Dez. 1994                          | Philip Charles MacKenzie | Betsy Borns & Mike Gandolfi           |
| 136        | 14        | Die spanische Lösung                     | Busted                           | 11. Jan. 1994        | 16. Dez. 1994                         | Philip Charles MacKenzie | Amy Sherman                           |
| 137        | 15        | David gegen Goliath                      | David vs. Goliath                | 1. Feb. 1994         | 25. Juli 1995                         | Philip Charles MacKenzie | Steve Pepoon                          |
| 138        | 16        | Die großen Fluchten                      | Everyone Comes to Jackie's       | 8. Feb. 1994         | 26. Juli 1995                         | Philip Charles MacKenzie | Betsy Borns & Mike Gandolfi           |
| 139        | 17        | Klagen über Klagen                       | Don't Make Room for Daddy        | 15. Feb. 1994        | 27. Juli 1995                         | Philip Charles MacKenzie | Kevin Abbott & Stevie Ray Fromstein   |
| 140        | 18        | Ungeküsst sollst du nicht schlafen gehen | Don't Ask, Don't Tell            | 1. März 1994         | 28. Juli 1995                         | Philip Charles MacKenzie | James Berg & Stan Zimmerman           |
| 141        | 19        | Wehe, wenn die Wehe kommt                | Labor Day                        | 8. März 1994         | 31. Juli 1995                         | Philip Charles MacKenzie | Miriam Trogdon                        |
| 142        | 20        | Erfahrungs-Schätzchen                    | Past Imperfect                   | 22. März 1994        | 1. Aug. 1995                          | Philip Charles MacKenzie | David Raether                         |
| 143        | 21        | Verrückte Zeiten                         | Lies My Father Told Me           | 29. März 1994        | 2. Aug. 1995                          | Philip Charles MacKenzie | Eric Gilliland                        |
| 144        | 22        | Und gib uns unsere täglichen Herde       | I Pray the Lord My Stove to Keep | 3. Mai 1994          | 3. Aug. 1995                          | Philip Charles MacKenzie | Kevin Abbott & Pat Bullard            |
| 145        | 23        | Verkehrsunfall                           | Body by Jake                     | 10. Mai 1994         | 4. Aug. 1995                          | Philip Charles MacKenzie | David Forbes                          |
| 146        | 24        | Seifenopern-Träume                       | Isn't It Romantic?               | 17. Mai 1994         | 7. Aug. 1995                          | Gail Mancuso             | Leif Sandaas & Cynthia Hogle          |
| 147        | 25        | Altar-Egos                               | Altar Egos                       | 24. Mai 1994         | 8. Aug. 1995                          | Mark K. Samuels          | Rob Ulin & Eric Gilliland             |

## Staffel 7
| Nr. (ges.) | Nr. (St.) | Deutscher Titel                       | Originaltitel                       | Erstausstrahlung USA | Deutschsprachige Erstausstrahlung (D) | Regie           | Drehbuch                              |
| ---------- | --------- | ------------------------------------- | ----------------------------------- | -------------------- | ------------------------------------- | --------------- | ------------------------------------- |
| 148        | 1         | Neun ist einer zuviel!                | Nine Is Enough                      | 21. Sep. 1994        | 9. Aug. 1995                          | Gail Mancuso    | Stevie Ray Fromstein & Pat Bullard    |
| 149        | 2         | Geteiltes Leid und doppelte Sorgen    | Two for One                         | 28. Sep. 1994        | 10. Aug. 1995                         | Gail Mancuso    | Stephen Godchaux                      |
| 150        | 3         | Schnüffler und Schnüfflerin           | Snoop Davey Dave                    | 5. Okt. 1994         | 11. Aug. 1995                         | Gail Mancuso    | Elaine Aronson                        |
| 151        | 4         | Frauen und andere Menschen            | Girl Talk                           | 12. Okt. 1994        | 14. Aug. 1995                         | Gail Mancuso    | Miriam Trogdon                        |
| 152        | 5         | Die Traumfrau                         | Sleeper                             | 19. Okt. 1994        | 15. Aug. 1995                         | Gail Mancuso    | Tim Doyle                             |
| 153        | 6         | Leichen im Keller                     | Skeleton in the Closet              | 26. Okt. 1994        | 16. Aug. 1995                         | Gail Mancuso    | William Lucas Walker & Lawrence Broch |
| 154        | 7         | Wenn die Mutter mit dem Sohne         | Follow the Son                      | 2. Nov. 1994         | 17. Aug. 1995                         | Gail Mancuso    | Dusty Kay                             |
| 155        | 8         | Macho und Balletttänzer               | Punch and Jimmy                     | 9. Nov. 1994         | 18. Aug. 1995                         | Gail Mancuso    | David Raether                         |
| 156        | 9         | Weiße Küsse schmecken besser          | White Men Can't Kiss                | 16. Nov. 1994        | 21. Aug. 1995                         | Gail Mancuso    | Rob Ulin & Kevin Abbott               |
| 157        | 10        | Friss oder stirb!                     | Thanksgiving '94                    | 23. Nov. 1994        | 22. Aug. 1995                         | Gail Mancuso    | Miriam Trogdon & Lois Bromfield       |
| 158        | 11        | Was wäre wenn...                      | Maybe Baby                          | 30. Nov. 1994        | 23. Aug. 1995                         | Gail Mancuso    | Matt Berry & Ed Yeager                |
| 159        | 12        | Böse Falle                            | The Parenting Trap                  | 14. Dez. 1994        | 24. Aug. 1995                         | Gail Mancuso    | Sid Youngers                          |
| 160        | 13        | Nackte Tatsachen                      | Rear Window                         | 4. Jan. 1995         | 25. Aug. 1995                         | Gail Mancuso    | Michael Borkow & Danny Zuker          |
| 161        | 14        | Bev macht blau                        | My Name is Bev                      | 11. Jan. 1995        | 28. Aug. 1995                         | Gail Mancuso    | Bob Nickman                           |
| 162        | 15        | Eine Woche ohne Stress                | Bed and Bored                       | 1. Feb. 1995         | 29. Aug. 1995                         | Gail Mancuso    | Eric Gilliland                        |
| 163        | 16        | Liebe deine Schwester wie dich selbst | Sisters                             | 8. Feb. 1995         | 30. Aug. 1995                         | Gail Mancuso    | Michael Borkow                        |
| 164        | 17        | Die Liebe und die Triebe              | Lost Youth                          | 15. Feb. 1995        | 31. Aug. 1995                         | Gail Mancuso    | Pat Bullard & Stevie Ray Fromstein    |
| 165        | 18        | Bis dass der Ehebruch uns scheidet!   | Single Married Female               | 22. Feb. 1995        | 1. Sep. 1995                          | Gail Mancuso    | Betsy Borns                           |
| 166        | 19        | Alles über Rosie                      | All About Rosey (Part 1)            | 1. März 1995         | 27. Sep. 1995                         | Gail Mancuso    | Rob Ulin & Perry Dance                |
| 167        | 20        | Alles über Rosie                      | All About Rosey (Part 2)            | 1. März 1995         | 27. Sep. 1995                         | Gail Mancuso    | Rob Ulin & Perry Dance                |
| 168        | 21        | Das Taschengeldkomplott               | Husbands and Wives                  | 22. März 1995        | 4. Sep. 1995                          | Gail Mancuso    | Kevin Abbott                          |
| 169        | 22        | Ein Haus auf Rädern                   | Happy Trailers                      | 29. März 1995        | 5. Sep. 1995                          | Mark K. Samuels | Tim Doyle & Sid Youngers              |
| 170        | 23        | Starke Frauen                         | The Blaming of the Shrew            | 3. Mai 1995          | 6. Sep. 1995                          | Gail Mancuso    | Lawrence Broch                        |
| 171        | 24        | Danke für die Einmischung             | The Birds and the Frozen Bees       | 10. Mai 1995         | 7. Sep. 1995                          | Gail Mancuso    | David Forbes                          |
| 172        | 25        | Ein klasse Lebensstil                 | Couch Potatoes                      | 17. Mai 1995         | 8. Sep. 1995                          | Mark K. Samuels | Eric Gilliland                        |
| 173        | 26        | Männerträume, Frauenträume            | Sherwood Schwartz: A Loving Tribute | 24. Mai 1995         | 11. Sep. 1995                         | Gail Mancuso    | William Lucas Walker                  |

## Staffel 8
| Nr. (ges.) | Nr. (St.) | Deutscher Titel              | Originaltitel                         | Erstausstrahlung USA | Deutschsprachige Erstausstrahlung (D) | Regie           | Drehbuch                                |
| ---------- | --------- | ---------------------------- | ------------------------------------- | -------------------- | ------------------------------------- | --------------- | --------------------------------------- |
| 174        | 1         | Die Babyparty                | Shower the People You Love with Stuff | 19. Sep. 1995        | 4. Dez. 1996                          | Gail Mancuso    | Lawrence Broch                          |
| 175        | 2         | Dan, der Sessel und ein Bier | Let Them Eat Junk                     | 26. Sep. 1996        | 5. Dez. 1996                          | Gail Mancuso    | Matt Berry & Ed Yeager                  |
| 176        | 3         | Fisch für die Konkurrenz     | Roseanne in the Hood                  | 17. Okt. 1995        | 6. Dez. 1996                          | Mark K. Samuels | Mike Costa & Drew Ogier                 |
| 177        | 4         | Schalom, Onkel Sol!          | The Last Date                         | 24. Okt. 1995        | 9. Dez. 1996                          | Gail Mancuso    | Eric Gilliland & Daniel Palladino       |
| 178        | 5         | Grüße von Jerry              | Halloween: the Final Chapter          | 31. Okt. 1995        | 10. Dez. 1996                         | Roseanne Barr   | Roseanne Barr & Lois Bromfield          |
| 179        | 6         | Zurück in die Fünfziger!     | The Fifties Show                      | 7. Nov. 1995         | 11. Dez. 1996                         | Gail Mancuso    | Allan Stephan Blasband                  |
| 180        | 7         | Ärger auf dem Highway        | The Getaway, Almost                   | 14. Nov. 1995        | 12. Dez. 1996                         | Gail Mancuso    | Cynthia Mort                            |
| 181        | 8         | Die Sache mit den Indianern  | The Last Thursday in November         | 21. Nov. 1995        | 13. Dez. 1996                         | Gail Mancuso    | Ritch Shydner                           |
| 182        | 9         | Rock’n’Roll Dan              | Of Mice and Dan                       | 28. Nov. 1995        | 16. Dez. 1996                         | Gail Mancuso    | Bob Nickman                             |
| 183        | 10        | Video für später             | Direct to Video                       | 5. Dez. 1995         | 17. Dez. 1996                         | Gail Mancuso    | Michael B. Kaplan                       |
| 184        | 11        | Leons Hochzeit               | December Bride                        | 12. Dez. 1995        | 18. Dez. 1996                         | Gail Mancuso    | William Lucas Walker                    |
| 185        | 12        | Käse aus der Dose            | The Thrilla Near the Vanilla Extract  | 2. Jan. 1996         | 19. Dez. 1996                         | Gail Mancuso    | Ed Yeager                               |
| 186        | 13        | Der beste Job aller Zeiten   | The White Sheep of the Family         | 9. Jan. 1996         | 20. Dez. 1996                         | Gail Mancuso    | David Raether                           |
| 187        | 14        | Party im Wohnwagen           | Becky Howser, M.D.                    | 16. Jan. 1996        | 23. Dez. 1996                         | Gail Mancuso    | Sid Youngers                            |
| 188        | 15        | Pokerabend                   | Out of the Past                       | 6. Feb. 1996         | 27. Dez. 1996                         | Gail Mancuso    | Drew Ogier & Mike Costa                 |
| 189        | 16        | Risiko!                      | Construction Junction                 | 13. Feb. 1996        | 30. Dez. 1996                         | Gail Mancuso    | Daniel Palladino                        |
| 190        | 17        | Erster Klasse nach Orlando!  | We're Going to Disney World           | 20. Feb. 1996        | 31. Dez. 1996                         | Gail Mancuso    | Matt Berry                              |
| 191        | 18        | Lauter glückliche Menschen   | Disney World War II                   | 27. Feb. 1996        | 2. Jan. 1997                          | Gail Mancuso    | Allan Stephan Blasband                  |
| 192        | 19        | Hans, der Hase               | Springtime for David                  | 12. März 1996        | 3. Jan. 1997                          | Mark K. Samuels | Garland Testa & David Forbes            |
| 193        | 20        | Noch ein Baby                | Another Mouth to Shut Up              | 26. März 1996        | 6. Jan. 1997                          | Mark K. Samuels | Janet Leahy & Richard Kaplan            |
| 194        | 21        | Die Stimme des Volkes        | Morning Becomes Obnoxious             | 9. Apr. 1996         | 7. Jan. 1997                          | Gail Mancuso    | Leif Sandaas                            |
| 195        | 22        | Wie das letzte Stück Pizza   | Ballroom Blitz                        | 30. Apr. 1996        | 8. Jan. 1997                          | Gail Mancuso    | Cathy Ladman                            |
| 196        | 23        | Hochzeit im Wald             | The Wedding                           | 7. Mai 1996          | 9. Jan. 1997                          | Gail Mancuso    | Michael B. Kaplan & Lawrence Broch      |
| 197        | 24        | Dan am Tropf                 | Heart & Soul                          | 14. Mai 1996         | 10. Jan. 1997                         | Gail Mancuso    | Daniel Palladino & William Lucas Walker |
| 198        | 25        | Die Schlacht im Wohnzimmer   | Fights and Stuff                      | 21. Mai 1996         | 13. Jan. 1997                         | Mark K. Samuels | Cynthia Mort & Sid Youngers             |

## Staffel 9
| Nr. (ges.) | Nr. (St.) | Deutscher Titel                  | Originaltitel                 | Erstausstrahlung USA | Deutschsprachige Erstausstrahlung (D) | Regie           | Drehbuch                              |
| ---------- | --------- | -------------------------------- | ----------------------------- | -------------------- | ------------------------------------- | --------------- | ------------------------------------- |
| 199        | 1         | Ruf doch mal an!                 | Call Waiting                  | 17. Sep. 1996        | 27. Okt. 1997                         | Mark K. Samuels | Drew Ogier and Allan Stephan Blasband |
| 200        | 2         | Geld wie Heu                     | Millions from Heaven          | 24. Sep. 1996        | 28. Okt. 1997                         | Mark K. Samuels | Nancy Steen and Cynthia Mort          |
| 201        | 3         | Nummer Eins in Lanford           | What a Day for a Daydream     | 1. Okt. 1996         | 29. Okt. 1997                         | Mark K. Samuels | Richard Kaplan and Garland Testa      |
| 202        | 4         | Reich und schön?                 | Honor Thy Mother              | 8. Okt. 1996         | 30. Okt. 1997                         | Mark K. Samuels | Bob Nickman and Amy Welsh             |
| 203        | 5         | Ein Prinz wird kommen            | Someday My Prince Will Come   | 15. Okt. 1996        | 3. Nov. 1997                          | Mark K. Samuels | Carrie Snow and Janet Leahy           |
| 204        | 6         | Wer schön sein will, muss leiden | Pampered to a Pulp            | 22. Okt. 1996        | 4. Nov. 1997                          | Mark K. Samuels | Stacie Lipp                           |
| 205        | 7         | Höllisch blau                    | Satan, Darling                | 29. Okt. 1996        | 5. Nov. 1997                          | Roseanne Barr   | Roseanne and Jennifer Saunders        |
| 206        | 8         | Achtmal täglich umziehen!        | Hoi Polloi Meets Hoiti Toiti  | 12. Nov. 1996        | 6. Nov. 1997                          | Mark K. Samuels | Leif Sandaas and Debbie Kasper        |
| 207        | 9         | Lady Rambo                       | Roseambo                      | 19. Nov. 1996        | 7. Nov. 1997                          | Gary Halvorson  | R. Gaylor and Betsy Salkind           |
| 208        | 10        | Großmutters heimliche Lüste      | Home Is Where the Afghan Is   | 26. Nov. 1996        | 10. Nov. 1997                         | Gary Halvorson  | Lawrence Broch                        |
| 209        | 11        | Mehr Fragen als Antworten        | Mothers and Other Strangers   | 3. Dez. 1996         | 11. Nov. 1997                         | Gary Halvorson  | Roseanne and Cynthia Mort             |
| 210        | 12        | Stimmt was nicht, Dan?           | Home for the Holidays         | 17. Dez. 1996        | 12. Nov. 1997                         | Mark K. Samuels | Lawrence Broch                        |
| 211        | 13        | Laufpass für zwei                | Say It Ain't So               | 7. Jan. 1997         | 13. Nov. 1997                         | Mark K. Samuels | Nancy Steen                           |
| 212        | 14        | Hau ab, Dan!                     | Hit the Road, Jack            | 14. Jan. 1997        | 14. Nov. 1997                         | Mark K. Samuels | Roseanne                              |
| 213        | 15        | Die Belagerung von Lanford       | The War Room                  | 28. Jan. 1997        | 17. Nov. 1997                         | Mark K. Samuels | Bob Nickman                           |
| 214        | 16        | Willkommen in Country Club!      | Lanford's Elite               | 11. Feb. 1997        | 18. Nov. 1997                         | Gary Halvorson  | Richard Whitley and Bob Rubin         |
| 215        | 17        | Argentinische Träume             | Some Enchanted Merger         | 11. Feb. 1997        | 19. Nov. 1997                         | Gary Halvorson  | April Winchell                        |
| 216        | 18        | Die zweite Chance                | A Second Chance               | 18. Feb. 1997        | 20. Nov. 1997                         | Mark K. Samuels | Cynthia Mort                          |
| 217        | 19        | Das Wunder                       | The Miracle                   | 25. Feb. 1997        | 21. Nov. 1997                         | Gary Halvorson  | Drew Ogier                            |
| 218        | 20        | Die Nacht der starken Frauen     | Roseanne-Feld                 | 4. März 1997         | 24. Nov. 1997                         | Mark K. Samuels | April Winchell and Richard Whitley    |
| 219        | 21        | Nichts als die Wahrheit          | The Truth Be Told             | 18. März 1997        | 25. Nov. 1997                         | Mark K. Samuels | Lawrence Broch and April Winchell     |
| 220        | 22        | Mörder-Mama                      | Arsenic and Old Mom           | 13. Mai 1997         | 26. Nov. 1997                         | Mark K. Samuels | Carrie Fisher                         |
| 221        | 23        | Harris kommt heim                | Into That Good Night (Part 1) | 20. Mai 1997         | 27. Nov. 1997                         | Gary Halvorson  | Jessica Pentland & Jennifer Pentland  |
| 224        | 24        | Nächte im Keller                 | Into That Good Night (Part 2) | 20. Mai 1997         | 27. Nov. 1997                         | Gary Halvorson  | Roseanne and Allan Stephan Blasband   |

## Staffel 10
| Nr. (ges.) | Nr. (St.) | Deutscher Titel | Originaltitel            | Erstausstrahlung USA | Deutschsprachige Erstausstrahlung (D) | Regie            | Drehbuch        |
| ---------- | --------- | --------------- | ------------------------ | -------------------- | ------------------------------------- | ---------------- | --------------- |
| 223        | 1         | –               | Twenty Years to Life     | 27. März 2018        | –                                     | John Pasquin     | Bruce Rasmussen |
| 224        | 2         | –               | Dress to Impress         | 27. März 2018        | –                                     | John Pasquin     | Darlene Hunt    |
| 225        | 3         | –               | Roseanne Gets the Chair  | 3. Apr. 2018         | –                                     | John Pasquin     | Sid Youngers    |
| 226        | 4         | –               | Eggs Over, Not Easy      | 10. Apr. 2018        | –                                     | John Pasquin     | Morgan Murphy   |
| 227        | 5         | –               | Darlene v. David         | 17. Apr. 2018        | –                                     | Gail Mancuso     | Bruce Helford   |
| 228        | 6         | –               | No Country for Old Women | 1. Mai 2018          | –                                     | Gail Mancuso     | Dave Caplan     |
| 229        | 7         | –               | Go Cubs                  | 8. Mai 2018          | –                                     | Andrew D. Weyman | Dave Caplan     |
| 230        | 8         | –               | Netflix & Pill           | 15. Mai 2018         | –                                     | Andrew D. Weyman | Betsy Borns     |
| 231        | 9         | –               | Knee Deep                | 22. Mai 2018         | –                                     | Gail Mancuso     | Bruce Rasmussen |